# Bjørnar Valstad

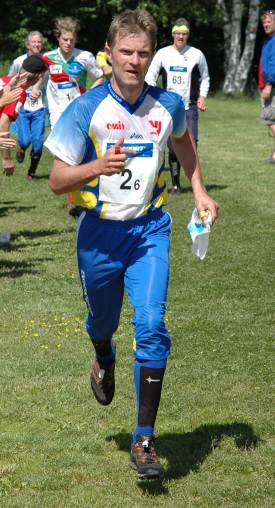
Bjørnar Valstad, 2005

Bjørnar Valstad (* 27. April 1967) ist ein ehemaliger norwegischer Orientierungsläufer.
Valstad wurde 1999 und 2004 Weltmeister sowohl auf der Langdistanz als auch mit der norwegischen Staffel. Nach dem Doppeltriumph 2004 beendete er seine Karriere, in der er bei Weltmeisterschaften neben den vier Gold- auch zwei Silber und drei Bronzemedaillen gewann. Bei Europameisterschaften, die seit 2000 wieder ausgetragen wurden, gewann er 2000 Bronze und 2002 hinter dem Schweizer Thomas Bührer und zeitgleich mit dem Schweden Emil Wingstedt Silber auf der Langdistanz. Bei den World Games 2001, den ersten, bei denen Orientierungslauf auf dem Programm stand, gewann er mit Hanne Staff, Tore Sandvik und Birgitte Husebye Gold in der Mixed-Staffel. 2002 gewann er den Gesamt-Weltcup.
1999 und 2002 gewann er in der Staffel des Osloer Klubs Bækkelagets SK die Jukola-Staffel, 1995 mit NTHI. Valstad lief auch für die Vereine Nydalens Skiklub und Stjørdals/Blink. Bei norwegischen Meisterschaften gewann er zehn Titel sowie vier weitere Titel mit der Staffel.
Valstad ist mit Hanne Staff verheiratet und hat mit ihr zwei Kinder (Stand 2009).

## Platzierungen
| | Weltmeisterschaften | Weltmeisterschaften | Weltmeisterschaften | Weltmeisterschaften |  | Europameisterschaften | Europameisterschaften | Europameisterschaften | Europameisterschaften |  | World Games | World Games | World Games |  | Nord. Meisterschaften | Nord. Meisterschaften | Nord. Meisterschaften | Nord. Meisterschaften |  | Norweg. Meisterschaften | Norweg. Meisterschaften | Norweg. Meisterschaften | Norweg. Meisterschaften | Norweg. Meisterschaften | Norweg. Meisterschaften | Norweg. Meisterschaften |  | GWC |
| Jahr | Sp                  | MD                  | LD                  | St                  |  | Sp                    | MD                    | LD                    | St                    |  | Sp          | MD          | St          |  | Sp                    | MD                    | LD                    | St                    |  | Sp                      | MD                      | Kl                      | LD                      | UL                      | N                       | St                      |  | GWC |
| --- | ------------------- | ------------------- | ------------------- | ------------------- |  | --------------------- | --------------------- | --------------------- | --------------------- |  | ----------- | ----------- | ----------- |  | --------------------- | --------------------- | --------------------- | --------------------- |  | ----------------------- | ----------------------- | ----------------------- | ----------------------- | ----------------------- | ----------------------- | ----------------------- |  | --- |
| 1990 |                     |                     |                     |                     |  |                       |                       |                       |                       |  |             |             |             |  |                       |                       | 9.                    | 1.                    |  |                         |                         |                         |                         |                         |                         |                         |  |     |
| 1991 |                     | 11.                 | 15.                 | 2.                  |  |                       |                       |                       |                       |  |             |             |             |  |                       |                       |                       |                       |  |                         |                         |                         |                         |                         |                         |                         |  |     |
| 1992 |                     |                     |                     |                     |  |                       |                       |                       |                       |  |             |             |             |  |                       | 41.                   | 18.                   | 1.                    |  |                         |                         |                         |                         |                         |                         |                         |  |     |
| 1993 |                     |                     |                     |                     |  |                       |                       |                       |                       |  |             |             |             |  |                       |                       |                       |                       |  |                         |                         |                         |                         |                         |                         |                         |  |     |
| 1994 |                     |                     |                     |                     |  |                       |                       |                       |                       |  |             |             |             |  |                       |                       |                       |                       |  |                         |                         |                         |                         |                         |                         |                         |  |     |
| 1995 |                     | 3.                  | 22.                 | 4.                  |  |                       |                       |                       |                       |  |             |             |             |  |                       | 17.                   | 10.                   | 2.                    |  |                         |                         |                         |                         |                         |                         |                         |  |     |
| 1996 |                     |                     |                     |                     |  |                       |                       |                       |                       |  |             |             |             |  |                       |                       |                       |                       |  |                         |                         |                         |                         |                         |                         |                         |  | 10. |
| 1997 |                     | 3.                  | 25.                 | 3.                  |  |                       |                       |                       |                       |  |             |             |             |  |                       | 7.                    | 15.                   | 2.                    |  |                         |                         |                         |                         |                         |                         |                         |  |     |
| 1998 |                     |                     |                     |                     |  |                       |                       |                       |                       |  |             |             |             |  |                       |                       |                       |                       |  |                         |                         |                         |                         |                         |                         |                         |  | 3.  |
| 1999 |                     | 10.                 | 1.                  | 1.                  |  |                       |                       |                       |                       |  |             |             |             |  |                       | 1.                    | 2.                    | ?                     |  |                         |                         |                         |                         |                         |                         |                         |  |     |
| 2000 |                     |                     |                     |                     |  |                       | 43.                   | 3.                    |                       |  |             |             |             |  |                       |                       |                       |                       |  |                         |                         |                         |                         |                         |                         |                         |  | 5.  |
| 2001 |                     | 24.                 | 4.                  | 2.                  |  |                       |                       |                       |                       |  |             | 34.         | 1.          |  |                       | 20.                   | 2.                    | ?                     |  |                         |                         |                         |                         |                         |                         |                         |  |     |
| 2002 |                     |                     |                     |                     |  | 44.                   | 47.                   | 2.                    | 4.                    |  |             |             |             |  |                       |                       |                       |                       |  |                         |                         |                         |                         |                         |                         |                         |  | 1.  |
| 2003 |                     | 2.                  | 6.                  |                     |  |                       |                       |                       |                       |  |             |             |             |  |                       | 21.                   | 16.                   | ?                     |  |                         |                         |                         |                         |                         |                         |                         |  |     |
| 2004 |                     |                     | 1.                  | 1.                  |  |                       |                       |                       | 4.                    |  |             |             |             |  |                       |                       |                       |                       |  |                         |                         |                         |                         |                         |                         |                         |  | 51. |
| Erklärung: GWC = Gesamt-Weltcup / Sp = Sprint , KD = Kurzdistanz, MD = Mitteldistanz, LD = Langdistanz, Kl = Klassische Distanz, E = Einzelwettbewerb , St = Staffel, N = Nacht-OL |                     |                     |                     |                     |  |                       |                       |                       |                       |  |             |             |             |  |                       |                       |                       |                       |  |                         |                         |                         |                         |                         |                         |                         |  |     |